# شريان طبلي علوي
الشِّرْيانُ الطَّبْلِيُّ العُلْوِيّ هو عبارة عن شريان صغير في الرأس متفرع عن الشريان السحائي الأوسط. بعد دخوله إلى الجمجمة، يجري في نفق العضلة الموترة للطبل مغذياً غشاء النفق والعضلة.